# Psyrassa proxima
Psyrassa proxima là một loài bọ cánh cứng trong họ Cerambycidae.